# Пронсфельд
Пронсфельд (нім. Pronsfeld) — громада в Німеччині, розташована в землі Рейнланд-Пфальц. Входить до складу району Бітбург-Прюм. Складова частина об'єднання громад Прюм.
Площа — 15,36 км2. Населення становить 912 ос. (станом на 31 грудня 2020).